# 司牡丹酒造
司牡丹酒造株式会社（つかさぼたんしゅぞう）は、高知県の酒の製造・販売業者。代表銘柄は『司牡丹』。 屋号は『黒金屋（クロガネヤ）』。

## 所在地
高知県高岡郡佐川町甲1299番地

## 竹村家
創業者である竹村家は豪商で、佐川一帯を治めていた土佐藩筆頭家老の深尾家が、土佐国へ入国した際に付き従った者の1人であった。名字帯刀を許され、大正7年に佐川町内の造り酒屋4軒を統合して、後の司牡丹を創り上げた。同家の屋敷は国の重要文化財に指定されている。

## 沿革
- 1603年（慶長8年）創業。
- 1918年（大正7年）会社設立。
- 1919年（大正8年）社名決定[2]。

## 銘柄
純米大吟醸・大吟醸
- 源十
- 深尾
- 美彩司牡丹
- 天香国色（てんこうこくしょく）
- 槽搾り純米大吟醸
- デラックス豊麗（ほうれい）司牡丹
- 秀吟司牡丹
- 華麗司牡丹
- 大吟醸黒金屋

純米吟醸・吟醸
- 秀麗司牡丹
- 美薫司牡丹
- 麗香司牡丹
- 純米吟醸本生
- 司牡丹・百花王純米吟醸
- 司牡丹・土佐麗
- 司牡丹・蒼々
- 花と恋して（純米吟醸酒）

純米酒
- 龍馬からの伝言「日本を今一度せんたくいたし申候」
- 司牡丹長宗我部
- 豊麗
- かまわぬ
- 美稲（よしね）
- 自由は土佐の山間より
- 司牡丹 仁淀ブルー
- 司牡丹 土佐牡丹酒
- 司牡丹 維新の里
- 司牡丹・百花王 生酛純米
- 決断の聖地
- 二割の麹が八割の味を決める
- 司牡丹ハナトコイシテ
- 司牡丹・花と恋して（上記「ハナトコイシテ」とは別商品）

本醸造・普通酒
- 金凰司牡丹
- 司牡丹本醸造生貯蔵酒
- 本醸古酒
- 土佐司牡丹

「永田農法」究極の地酒
- 司牡丹・永田農法純米吟醸酒
- 司牡丹〈永田農法〉純米酒

焼酎
- いごっそう（43度/25度）
- 司白鷺（25度/35度）
- 大土佐

リキュール
- 柚子の大バカ十八年
- 山柚子搾り ゆずの酒

季節・限定商品
- しぼりたて原酒（冬季限定）
- 司牡丹・本醸造樽酒（秋季限定）
- 司牡丹・土佐宇宙深海酒（純米吟醸酒）
- 紅華一点
- 座 司牡丹（純米大吟醸原酒）
- 深尾（冬季限定）
- 司牡丹生鮮酒〈春〉土州霞酒（春季限定）
- 司牡丹生鮮酒〈夏〉零下貯蔵生酒（夏季限定）
- 司牡丹ひやおろし純米酒（秋季限定）
- 司牡丹・生鮮酒〈冬〉あらばしり（冬季限定）
- 司牡丹・土佐宇宙酒「宇宙のパワーで夢を叶える純米酒」（純米酒・数量限定）
- 純米大吟醸・大吟醸

## 提供番組
- サザエさん（時期不明、木曜 19:00 - 19:30） - 高知放送
- 旬を愉しむオトナの裏ワザ（2003年4月 - 2004年3月　毎月最終日曜　16:54 - 16:57） - テレビ高知
- 人生豊に 土佐のお座敷遊び（2004年4月 - 2005年3月 毎月最終日曜　16:54 - 16:57） - テレビ高知

## 主なCM出演者
- 竹下景子

## 関連施設
- 司牡丹・酒ギャラリーほてい

## エピソード
- 宮尾登美子の小説『蔵』に出てくる蔵元のモデルとなった（小説の中では越後の蔵元となっている）。
- 山本一力の小説『牡丹酒 - 深川黄表紙掛取り帖2』は、江戸時代の司牡丹の物語である。